# Historia naturalna Królestwa Polskiego
Historia naturalna Królestwa Polskiego – jednotomowa, osiemnastowieczna polska encyklopedia, która dwukrotnie wydana została w Krakowie w latach 1783–1804  .

## Historia
Pełny tytuł zgodnie z barokową manierą był znacznie dłuższy i brzmiał: Historia naturalna Królestwa Polskiego, czyli zbiór krótki przez alfabet ułożony zwierząt, roślin i minerałów, znajdujących się w Polszcze, Litwie i prowincjach odpadłych. Zebrana z pisarzów godnych wiary, rękopismów i świadków oczywistych. Autorem encyklopedii był Krakowianin Remigiusz Ładowski – pijar, tłumacz, przyrodnik, pedagog oraz nauczyciel w szkołach pijarskich  .
Publikacja miała charakter popularny i zawierała informacje dotyczące głównie Rzeczypospolitej Obojga Narodów z dziedziny historii naturalnej; archaicznej obecnie dziedziny wiedzy, której dzisiejszym odpowiednikiem można uznać przyrodoznawstwo.

## Opis
Encyklopedia zawiera hasła pogrupowane alfabetycznie. Tom kończył się regestem tematycznym. W Krakowie wydano dwukrotnie jeden tom:
- Wydanie pierwsze: T. I (A-Ż), 206 stron, alfabetyczny regest tematyczny, Kraków 1783[1] ,
- Wydanie drugie rozszerzone: T. I (A-Ż), 378 stron, alfabetyczny regest tematyczny, Kraków 1804[2] .